# Eupeodes lepidi
Eupeodes lepidi är en tvåvingeart som beskrevs av He och Li 1998. Eupeodes lepidi ingår i släktet fältblomflugor, och familjen blomflugor. Inga underarter finns listade i Catalogue of Life.